# Chrysanthrax conclusa
Chrysanthrax conclusa är en tvåvingeart som först beskrevs av Walker 1857.  Chrysanthrax conclusa ingår i släktet Chrysanthrax och familjen svävflugor. Inga underarter finns listade i Catalogue of Life.